# Obwód Kostopol Armii Krajowej
Obwód Kostopol – jednostka terytorialna Związku Walki Zbrojnej, a następnie Armii Krajowej. Operowała na terenie powiatu kostopolskiego i nosiła kryptonim „Bór”.
Obwód Kostopol wchodził wraz z Obwodem Równe AK i Obwodem Zdołbunów AK w skład Inspektoratu Rejonowego Równe Okręgu Wołyń („Konopie”).

## Skład
- Odcinek Kostopol
- Odcinek Derażne
- Odcinek Janowa Dolina
- Odcinek Małyńsk
- Odcinek Bereżne
- Odcinek Huta Stepańska